# Eta Aquilae
Bezek eller Eta Aquilae (η Aquilae förkortat Eta Aql, η Aql), som är stjärnans Bayer-beteckning, är en trippelstjärna i den mellersta delen av stjärnbilden Örnen. Den har en genomsnittlig kombinerad skenbar magnitud på +3,87 och är synlig för blotta ögat där ljusföroreningar ej förekommer. Baserat på parallaxmätningar i Hipparcos-uppdraget på 2,4 mas beräknas den befinna sig på ca 1 380 ljusårs (424 parsek) avstånd från solen. 

## Egenskaper
Primärstjärnan Eta Aquilae A är en gul till vit superjättestjärna av spektralklass F6 Iab. Den har en massa som är ca 5,7 gånger större än solens och en radie som är ca 66 gånger solens. Den utsänder ca 2 630 gånger mera energi än solen från dess fotosfär vid en effektiv temperatur på ca 6 000 K.
Eta Aquilae är en och pulserande variabel av Delta Cephei-typ (DCEP) vars variationer upptäcktes av den brittiske astronomen Nathaniel Pigott. Den varierar mellan skenbar magnitud +3,49 - 4,30 med en period av 7,17679 dygn. Det gör den, tillsammans med Delta Cephei, Zeta Geminorum och Beta Doradus, till en av de ljusstarkaste cepheiderna.
Primärstjärnan är den klart ljusaste och dominerar spektrumet. Ett överskott av ultraviolett strålning i den spektrala energifördelningen anger närvaro av en svag, het följeslagare, Eta Aquilae B, som har tilldelats spektraltyp B8.9 V. Den fraktionerade spektraltypen är en artefakt av matematiken som används för att modellera spektrumet, inte en indikation på några specifika spektrala egenskaper, som skulle vara mellanliggande mellan B8 och B9. 
En följeslagare separerad med 0,66 bågsekunder har lösts upp visuellt, men mätningar ger spridning i spektraltyp av F1 - F5. Det verkar troligt att den heta stjärnan som observerats i spektret är närmare och oupplöst. Den upplösta följeslagaren har inte visat sig vara fysiskt förbunden med primärstjärnan, men det uppskattas att den skulle ha en omloppsperiod på nästan tusen år. Mätningar med HST- fine guidance sensors visar variationer som sannolikt beror på omloppsrörelse i en skala av två år, som tyder på att Eta Aquilae är en trippelstjärna.